# Luke Greenfield
Luke Greenfield (* 5. Februar 1972 in Manhasset, Long Island, New York) ist ein US-amerikanischer Regisseur und Filmproduzent. 

## Leben
Luke Greenfield wuchs in Westport, Connecticut, etwa eine Autostunde von New York City entfernt, auf. 1994 beendete er seine Ausbildung an einer südkalifornischen Kino- und Filmuniversität. 
Im Jahr 2000 wurde er unter anderem von Adam Sandler aufgrund seines Kurzfilms „The right Hook“ entdeckt und führte in seinem ersten Langfilm, Animal – Das Tier im Manne (2001) Regie. Im Jahr 2004 entstand schließlich der Film The Girl Next Door mit der kanadischen Schauspielerin Elisha Cuthbert.
Außerdem gründete Greenfield im Jahr 2004 seine eigene Produktionsfirma Wide Awake. Er ging auch einen Zweijahresvertrag mit New Regency ein.

## Filmographie (Auswahl)
Regisseur
- 2001: Animal – Das Tier im Manne (The Animal)
- 2002: Go Sick (Fernsehfilm)
- 2004: The Girl Next Door
- 2006: House Broken (Fernsehfilm)
- 2006: 52 Fights (Fernsehfilm)
- 2009: The Law (Fernsehfilm)
- 2011: Fremd Fischen (Something Borrowed)
- 2014: Let’s be Cops – Die Party Bullen (Let’s be Cops)
- 2020: Half Brothers

Produzent
- 2006: House Broken (Fernsehfilm)
- 2008: Vorbilder?! (Role Models)
- 2014: Let’s be Cops – Die Party Bullen (Let’s be Cops)
- 2020: Half Brothers